# Nuria Benzal
Nuria Benzal Andaloussi (Estepona, Málaga, España 3 de abril de 1985) Jugadora internacional española de balonmano que ha militado en equipos nacionales e internacionales.
Ha sido internacional absoluta con la selección española, logrando la medalla de bronce en el Campeonato Europeo Junior de Balonmano Femenino de 2002 (Finlandia 2002) y la medalla de plata en el Campeonato Europeo Absoluto de Balonmano Femenino de 2008 (Macedonia 2008).

## Trayectoria
Clubes en los que ha jugado:
- Escuela Municipal de Balonmano Antonio Machado (Estepona), 1993-1997
- Club Balonmano Estepona, 1997-2000
- Club Balonmano Ntra. Señora del Socorro (Filial Club Balonmano Mar Valencia), 2000-2002
- CB Mar Valencia El Osito L'Eliana, 2002-04
- Astroc Sagunto, 2004-06
- C.B. Sagunt, 2006-07
- Parc Sagunt, 2007-09
- BM Mar Alicante, 2009-10
- Club CLEBA León Balonmano, 2010-2012
- RK Zajecar, 2012-2013
- Club KOFEM Sport Club Székesfehérvár KC, 2013-2014
- Club Balonmán Atlético Guardés, 2014-2016
- Rincón Fertilidad Málaga, 2016-2017
  -  Club Üsküdar Belediyesi Hentbol SK, 2017-2018

## Títulos
- 1 x Liga (2004-2005)
- 1 x Supercopa (2005-2006)
- 1 x Copa S.M. La Reina (2007-2008)
- 2 x Copa ABF (2007/08, 2008/09)
- 1 x Liga Serbia (2012/13)
- 1 x Copa Serbia (2012/13)

### Méritos deportivos
- MVP Copa S.M. La Reina (León) con BM Mar Alicante, 2009-10
- Elegida Mejor Central en el "GOLD TEAM" de la liga turca, 2017-2018.

## Paseo Nuria Benzal
El Sábado 14 de junio de 2014 se inauguró en Estepona el nuevo recinto ferial, de ocio y deportivo permanente que lleva su nombre, Paseo Nuria Benzal.
- Datos: Q6047157
- Multimedia: Nuria Benzal / Q6047157